# Дискографија групе Abingdon Boys School
Дискографија јапанског рок бенда Abingdon Boys School састоји се из два студијска албума, три видео-албума, једног компилацијског албума, осам саундтрекова, осам синглова и седам других наступа у аудио-записима који нису под њиховим именом. Групу Abingdon Boys School (стилизовано: „abingdon boys school” или скраћено: „a.b.s”) основала је Таканори Нишикава (препознатљива и под уметничким именом T.M.Revolution). Група се првобитно звала ABS по четврти Ебиси, Токио, у Јапану, а касније је име промењено у Abingdon Boys School (назив школе коју су раније похађали чланови британске рок групе Radiohead). Састав изводи алтернативни рок и тренутно има уговор с дискографском кућом Epic Records Japan.
Abingdon Boys School је допринео многим видео-играма и серијама анимеа правећи саундтрекове и почасне (енгл. tribute) албуме. Њихова музика се користи као уводна или завршна нумера у серијама анимеа, као што су Darker than Black, Soul Eater и Tokyo Magnitude 8.0, и играма попут Sengoku Basara. Поред тога, допринели су почасним албумима манга серији Nana и рок бендовима Luna Sea и Buck-Tick. Наступају и на DVD-у уживо састава Buck-Tick.
Оба студијска албума групе достигла су 2. место на топ-листама Oricon-а. Сви синглови бенда пласирали су се на листе Oricon-а; синглови Blade Chord и From Dusk Till Dawn досегли су другу, односно трећу позицију. Уз то, сва три видео-албума састава пласирала су се на топ-листе, с тим да су Abingdon Boys School Japan Tour 2008 и Abingdon Road Movies досегли врхунац на десетом месту. Два аудио-записа бенда, албум Abingdon Boys School и сингл Innocent Sorrow, добили су златни сертификат Јапанског удружења дискографских кућа (RIAJ).

## Албуми

### Студијски албуми
| Год.  | Име                  | Појединости | Позиција (Oricon) | Белешке                                                                                         |
| ----- | -------------------- | --- | ----------------- | ----------------------------------------------------------------------------------------------- |
| 2007. | Abingdon Boys School | - Датум издавања: 17. октобар 2007. - Дискографска кућа: Epic Japan (ESCL-2995) - Формат: CD, DVD, дигитално преузимање | 2.                | - Стилизовано: „abingdon boys school” - Јапанско удружење дискографских кућа: златни сертификат |
| 2010. | Abingdon Road        | - Датум издавања: 27. јануар 2010. - Дискографска кућа: Epic Japan (ESCL-3342) - Формат: CD, DVD, дигитално преузимање  | 2.                | - Стилизовано: „ABINGDON ROAD”                                                                  |

### Компилацијски албуми
| Год.                                                                              | Име                | Појединости                                                                                          | Позиција | Белешке               |
| --------------------------------------------------------------------------------- | ------------------ | --- | -------- | --------------------- |
| 2009.                                                                             | Teaching Materials | - Датум издавања: 7. новембар 2009. - Дискографска кућа: Gan-Shin - Формат: CD, дигитално преузимање | /        | - Издат само у Европи |
| „/” означава да се аудио-запис није пласирао на листу или није издат у тој земљи. |                    | |          |                       |

### Видео-албуми
| Год.  | Име                                  | Појединости                                                                                                | Позиција (Oricon) | Белешке                                               |
| ----- | ------------------------------------ | --- | ----------------- | ----------------------------------------------------- |
| 2008. | Abingdon Boys School Japan Tour 2008 | - Датум издавања: 16. јул 2008. - Дискографска кућа: Epic Japan (ESBL-2257) - Формат: DVD, Blu-ray         | 10.               | - Стилизовано: „abingdon boys school JAPAN TOUR 2008” |
| 2010. | Abingdon Road Movies                 | - Датум издавања: 17. март 2010. - Дискографска кућа: Epic Japan (ESBL-2273/4) - Формат: DVD               | 10.               | - Стилизовано: „ABINGDON ROAD MOVIES”                 |
| 2010. | Abingdon Boys School Japan Tour 2010 | - Датум издавања: 29. септембар 2010. - Дискографска кућа: Epic Japan (ESBL-2277/8) - Формат: DVD, Blu-ray | 15.               | - Стилизовано: „abingdon boys school JAPAN TOUR 2010” |

## Синглови
| Год.  | Име                      | Појединости | Позиција (Oricon) | Белешке | Албум                |
| ----- | ------------------------ | --- | ----------------- | --- | -------------------- |
| 2006. | Innocent Sorrow          | - Датум издавања: 6. децембар 2006. - Дискографска кућа: Epic Japan (ESCL-2892) - Формат: CD, дигитално преузимање     | 5.                | - Насловна нумера сингла користи се као уводна песма серије анимеа D.Gray-man - Јапанско удружење дискографских кућа: златни сертификат        | Abingdon Boys School |
| 2007. | Howling                  | - Датум издавања: 16. мај 2007. - Дискографска кућа: Epic Japan (ESCL-2943) - Формат: CD, дигитално преузимање         | 4.                | - Насловна нумера сингла користи се као уводна песма серија анимеа Darker than Black и KuroKami                                                | Abingdon Boys School |
| 2007. | Nephilim                 | - Датум издавања: 4. јул 2007. - Дискографска кућа: Epic Japan (ESCL-2958) - Формат: CD, дигитално преузимање          | 5.                | - Насловна нумера сингла користи се при завршетку видео-игре FolksSoul -Ushinawareta Denshō-                                                   | Abingdon Boys School |
| 2007. | Blade Chord              | - Датум издавања: 5. децембар 2007. - Дискографска кућа: Epic Japan (ESCL-3026) - Формат: CD, дигитално преузимање     | 2.                | - Насловна нумера сингла користи се као уводна и завршна песма у игри Sengoku Basara 2 Heroes                                                  | Abingdon Road        |
| 2009. | Strength                 | - Датум издавања: 25. фебруар 2009. - Дискографска кућа: Epic Japan (ESCL-3171) - Формат: CD, дигитално преузимање     | 4.                | - Насловна нумера сингла (стилизована: „STRENGTH.”) користи се као четврта завршна песма серије анимеа Soul Eater                              | Abingdon Road        |
| 2009. | JAP                      | - Датум издавања: 20 мај 2009. - Дискографска кућа: Epic Japan (ESCL-3196/7) - Формат: CD, DVD, дигитално преузимање   | 4.                | - Насловна нумера сингла користи се као уводна песма серије анимеа Sengoku Basara                                                              | Abingdon Road        |
| 2009. | Kimi no Uta (キミノウタ) | - Датум издавања: 26. август 2009. - Дискографска кућа: Epic Japan (ESCL-3279) - Формат: CD, DVD, дигитално преузимање | 8.                | - Насловна нумера сингла користи се као уводна песма серије анимеа Tokyo Magnitude 8.0                                                         | Abingdon Road        |
| 2009. | From Dusk Till Dawn      | - Датум издавања: 16. децембар 2009. - Дискографска кућа: Epic Japan (ESCL-3339) - Формат: CD, дигитално преузимање    | 3.                | - Насловна нумера сингла користи се као завршна песма серије анимеа Darker than Black: Ryūsei no Gemini, друге сезоне анимеа Darker than Black | Abingdon Road        |
| 2012. | WE aRE                   | - Датум издавања: 5. септембар 2012 - Дискографска кућа: Epic Japan (ESCL3913, ESCL3911-2) - Формат: CD, CD+DVD        |                   | - Насловна нумера сингла користи се у игри Sengoku Basara HD Collection                                                                        |                      |

## Саундтрекови
| Год.                                                                              | Име                                                     | Појединости                                                                                    | Позиција (Oricon) | Белешке                                                     |
| --------------------------------------------------------------------------------- | ------------------------------------------------------- | ---------------------------------------------------------------------------------------------- | ----------------- | ----------------------------------------------------------- |
| 2007.                                                                             | D.Gray-man Original Soundtrack 1                        | - Датум издавања: 21. март 2007. - Дискографска кућа: Aniplex - Формат: CD                     | /                 | - Abingdon Boys School изводе Innocent Sorrow (TV Size)     |
| 2008.                                                                             | D.Gray-man Complete Best                                | - Датум издавања: 24. новембар 2008. - Дискографска кућа: Aniplex - Формат: CD, DVD            | /                 | - Abingdon Boys School изводе Innocent Sorrow               |
| 2009.                                                                             | The Best of Soul Eater                                  | - Датум издавања: 22. април 2009. - Дискографска кућа: Aniplex - Формат: CD, DVD               | /                 | - Abingdon Boys School изводе Strength.                     |
| 2009.                                                                             | Sengoku Basara: Blue Scrolls Music -It's Show Time! CD- | - Датум издавања: 10. јун 2009. - Дискографска кућа: Flying Dog - Формат: CD                   | /                 | - Abingdon Boys School изводе JAP (TV Version)              |
| 2009.                                                                             | Tokyo Magnitude 8.0                                     | - Датум издавања: 28. октобар 2009. - Дискографска кућа: Sony Music Entertainment - Формат: CD | /                 | - Abingdon Boys School изводе Kimi no Uta (キミノウタ)      |
| 2009.                                                                             | Darker than Black: Kuro no Keiyakusha                   | - Датум издавања: 23. децембар 2009 - Дискографска кућа: Aniplex - Формат: CD                  | /                 | - Abingdon Boys School изводе From Dusk Till Dawn (TV Size) |
| 2010.                                                                             | Sengoku Basara Anime Best                               | - Датум издавања: 3. новембар 2010. - Дискографска кућа: Aniplex - Формат: CD, DVD             | /                 | - Abingdon Boys School изводе JAP                           |
| 2010.                                                                             | Sengoku Basara Game Best                                | - Датум издавања: 3. новембар 2010 - Дискографска кућа: Aniplex - Формат: CD, DVD              | /                 | - Abingdon Boys School изводе Blade Chord и JAP             |
| „/” означава да се аудио-запис није пласирао на листу или није издат у тој земљи. |                                                         |                                                                                                |                   |                                                             |

## Остали наступи
| Год.                                                                              | Име                                                        | Име и појединости                                                                                       | Позиција (Oricon) | Белешке                                                                 |
| --------------------------------------------------------------------------------- | ---------------------------------------------------------- | --- | ----------------- | ----------------------------------------------------------------------- |
| 2005.                                                                             | Love for Nana -Only 1 Tribute-                             | - Датум издавања: 3. март 2005. - Дискографска кућа: EMI Music Japan - Формат: CD                       | /                 | - Abingdon Boys School изводе stay away                                 |
| 2005.                                                                             | Parade -Respective Tracks of Buck-Tick-                    | - Датум издавања: December 21, 2005 - Дискографска кућа: BMG Japan - Формат: CD                         | /                 | - Abingdon Boys School изводе Dress (ドレス Doresu)                     |
| 2006.                                                                             | The Songs for Death Note The Movie -the Last Name Tribute- | - Датум издавања: 20. децембар 2006. - Дискографска кућа: Sony Music Entertainment - Формат: CD, DVD    | /                 | - Abingdon Boys School изводе Freak Show (стилизовано: „Fre@K $HoW”)    |
| 2007.                                                                             | Tokyo Rock City                                            | - Датум издавања: 9. новембар 2007 - Дискографска кућа: Sony BMG - Формат: CD                           | /                 | - Abingdon Boys School изводе Nephilim - Колаборација: Sony BMG Germany |
| 2007.                                                                             | Luna Sea Memorial Cover Album -Re:birth-                   | - Датум издавања: 19. децембар 2007. - Дискографска кућа: avex trax - Формат: CD                        | /                 | - Abingdon Boys School изводе Sweetest Coma Again                       |
| 2008.                                                                             | Buck-Tick Fest 2007 on Parade                              | - Датум издавања: 2. април 2008- - Дискографска кућа: Buck-Tick Fest Production Committee - Формат: DVD | 48.               | - Abingdon Boys School изводе Innocent Sorrow                           |
| 2009.                                                                             | Monster Hunter 5th Anniversary Collection                  | - Датум издавања: 30. септембар 2009. - Дискографска кућа: BMG Japan - Формат: CD, DVD                  | /                 | - Abingdon Boys School изводе Valkyrie -Lioleia Mix-                    |
| „/” означава да се аудио-запис није пласирао на листу или није издат у тој земљи. |                                                            | |                   |                                                                         |